# René Dif
René Dif, född 17 oktober 1967 i Köpenhamn, är en dansk musiker, sångare och skådespelare.
René är rappare i bandet Aqua. Efter att bandet tog en paus 2001 har han inlett en solokarriär. 2002 spelade han in singeln Let it out och 2003 spelade han in The uhh uhh song, följd 2004 av Ohh la la la. 2007 släppte han ett självbetitlat album, René Dif.
Dif har även haft roller i ett antal danska filmer.
Hans pappa kommer ursprungligen från Algeriet.